# Universitatea de Medicină și Farmacie „Iuliu Hațieganu” din Cluj-Napoca
Universitatea de Medicină și Farmacie din Cluj-Napoca  este o instituție de învățământ superior de stat  și de cercetare din Cluj-Napoca, România, considerată a fi una dintre cele mai prestigioase. 
În 1919, după Marea Unire, odată cu înființarea primei universități din Transilvania cu predare în limba română, Universitatea „Dacia Superioară” din Cluj, Iuliu Hațieganu a fost numit profesor și decan al noii Facultăți de Medicină. El a fost primul dascăl care a ținut cursuri în limba română, întemeind astfel sistemul de învățământ medical superior în limba română la Cluj. Facultatea a continuat să-și dezvolte programul de învățământ și să-și crească numărul de discipline, astfel încât, în 1948, a fost creat Institutul de Medicină și Farmacie, cu Facultățile de Medicină Generală, Igienă, Pediatrie, Stomatologie și Farmacie. În anul 1990 institutul a devenit Universitatea de Medicină și Farmacie, iar în 1993, aceasta a luat numele primului său profesor de medicină clinică și decan al Facultății de Medicină, devenind Universitatea de Medicină și Farmacie „Iuliu Hațieganu”.
În 2011 a fost clasificată în prima categorie din România, cea a universităților de cercetare avansată și educație.
În prezent, la UMF "Iuliu Hațieganu" studiază peste 9.000 de studenți (dintre care mai mult de 2.000 de studenți străini, proveniți din peste 50 de țări). 30% dintre studenții universității sunt masteranzi, doctoranzi și rezidenți. În cadrul celor trei facultăți, universitatea oferă pregătire pentru 12 specializări. Pentru medicină, medicină dentară și farmacie, învățământul universitar se desfășoară în trei limbi de studiu (română, franceză și engleză).

## Afilieri

### Pe plan național
- Consiliul Național al Rectorilor (CNR)
- Consiliul Național de Atestare a Titlurilor, Diplomelor și Certificatelor Universitare (CNATDCU)
- Consiliul Național de Finanțare a Învățământului Superior (CNFIS)
- Consiliul Național al Cercetării Științifice din Învățământul Superior (CNCSIS)
- Consiliul Agenției Române de Asigurare a Calității în Învățământul Superior (ARACIS)

### Pe plan internațional
- European University Association (EUA)
- Agence Universitaire de la Francophonie (AUF) și rețelele instituționale ale acesteia: Conférence Internationale des Doyens et des Facultés de Médecine d'Expression Française (CIDMEF); Conférence Internationale des Doyens des Facultés de Pharmacie d'Expression Française (CIDPHARMEF); Conférence Internationale des Doyens et des Facultés de Chirurgie Dentaire d’Expression Française (CID-CDF)
- Société Francophone d’ Éducation Médicale (AMEE)
- Organization for PhD Education in Biomedicine and Health Sciences in the European System (ORPHEUS)
- Heads of University Management & Administration Network in Europe (HUMANE)

## Biblioteca „Valeriu Bologa”
Înființată în 1949, Biblioteca „Valeriu Bologa” deține un patrimoniu de peste 300.000 volume, cărți și reviste, din care un important fond de carte rară se găsește în cadrul filialei de Istoria Medicinei. În prezent există peste 6.000 de utilizatori înscriși. Biblioteca dispune de stații de lucru conectate la Internet, acces wireless la Internet în întreg spațiul (cca. 1.700 m²) și peste 300 de locuri în sălile de lectură.
Biblioteca „Valeriu Bologa” este membră a EAHIL (European Association for Health Information and Libraries).

## Absolvenți
- Victor Babeș (1854–1926), medic, biolog și bacteriolog
- Gheorghe Bilașcu (1863–1926), medic stomatolog
- Emil Racoviță (1868–1947), biolog, zoolog și speolog
- Iacob Iacobovici (1879–1959), medic chirurg
- Iuliu Moldovan (1882–1966), pioner în politicile de igienă și sănătate publică
- Iuliu Hațieganu (1885–1959), clinician, medic și activist
- Victor Papilian (1888–1956), medic, scriitor și profesor universitar
- Lucian Valeriu Bologa (1892–1971), medic și istoric al medicinei
- Ioan Goia (1892–1982), medic semiolog
- Teodor Goina (1896–1985), farmacist și profesor universitar
- Erwin Popper (1906–1974), primul decan al Facultății de Farmacie din Cluj
- Octavian Fodor (1913–1976), părintele gastroenterologiei în România
- Cleopa Migaesi (n. 1977), cleric ortodox ucrainean de origine română, Episcop de Noua Suliță[5]